# Pilar Pascual de Sanjuán
Pilar Pascual de Sanjuán (Cartagena, 23 de octubre de 1827 - Barcelona, 18 de noviembre de 1899), de nombre Pilar Pascual Ibars o Pilar Pascual y Fuentes, fue una maestra, feminista y escritora española.

## Biografía
María Pilar Pascual e Ibars nació el 23 de octubre de 1827 en Cartagena, pero pasó la niñez en Mequinenza, población de donde procedía la familia materna. Era hija de Francisco Pascual, capitán de artillería, y de Mariana Ibars. La encargada de su formación intelectual fue su propia madre, a la cual dedicó uno de sus primeros libros. Desde muy pequeña fue una gran lectora de obras literarias y educativas. Cuando tenía catorce años murió su padre, y madre e hija se vieron obligadas a ganarse la vida haciendo bordados y otras labores, tarea que Pascual alternaba con las lecturas.
Después de casarse con Joaquín Sanjuán, el farmacéutico de Mequinenza, Pascual se presentó por su cuenta a los exámenes de maestra elemental y superior, títulos que obtuvo con la máxima calificación. Trasladados a Lérida, abrió con éxito una escuela privada de niñas, pero, viuda a los 30 años, decidió ingresar en el Magisterio público, donde las garantías de seguridad laboral eran más elevadas.  Ejerció en escuelas de niñas de San Juan de Vilassar, Manresa y Sabadell y, finalmente, se trasladó a Barcelona donde fue regente de la escuela elemental adscrita a la Escuela Normal femenina durante treinta y siete años.
Se casó en segundas nupcias con Jaime Viñas y Cusí, con quien colaboró en algunas de sus publicaciones, así como con Valentín de Zabala y Argote, Julián López Catalán y Luciana Casilda Monreal.
Fue una maestra muy reconocida y una escritora prolífica, especialmente de manuales escolares para niñas, pero también de tratados pedagógicos, poesía o artículos de opinión. Formó parte activa de varias entidades culturales y de varios tribunales o jurados y fue redactora de El Monitor de Primera Enseñanza, revista de carácter profesional editada por la Librería Bastinos.
Viuda por segunda vez, falleció a los 72 años, el 18 de noviembre de 1899 en Barcelona.

## Ideas y actividades sociales y políticas
En cuanto a sus postulados sobre la educación de las niñas, Pascual defendía la doctrina de las esferas separadas entre hombres y mujeres y exaltaba el ideal de feminidad imperante a la época. A pesar de que no cuestionaba los rasgos fundamentales de esta dicotomía, cuando definía el modelo de mujer basado en la figura del ángel del hogar, lo hacía desde una perspectiva propia que pretendía dignificarlo para mejorar la autoestima y las condiciones de vida de las mujeres. Esta opción, atendidos los estrechos límites de actuación que se reconocían a las mujeres de mediados de siglo XIX, hay que valorarla cómo una de las pocas estrategias de intervención viables del momento. Un ejemplo bastante ilustrativo lo podemos encontrar cuando criticaba la doble moral de la época y proclamaba la superioridad moral de las mujeres. Esta constatación la llevaba a proponer que los valores y el comportamiento moral de las mujeres tenían que convertirse en un modelo a imitar por parte de los hombres. También defendía la educación física de las niñas, con propuestas de juegos, bailes y ejercicios gimnásticos, para compensar un excesivo sedentarismo propiciado por el predominio de los trabajos de costura a las escuelas femeninas.
Pascual se relacionó con feministas catalanas del siglo XIX, puesto que colaboró en la primera revista de mujeres escrita en catalán, El Llar, donde también participaron Dolors Monserdà y Josepa Massanés, pero la actuación que más la puede definir como una feminista de sus tiempos, es la propia trayectoria profesional. Plenamente consciente de la importancia de su tarea, desde sus primeros artículos, Pascual denunció la desigualdad salarial establecida por la Ley Moyano de 1857, reclamando la dignificación del estatus de las maestras y un reconocimiento social  equiparable al de sus colegas. Con el paso de los años se fueron añadiendo a la petición muchas voces. Así, el inconformismo inicial de Pascual pudo generar una intensa y firme red de relaciones entre mujeres enseñantes que, con la colaboración de algunos hombres, impulsó una exitosa campaña. Todo ello culminó en 1883 con la promulgación de la Ley de Nivelación salarial entre el magisterio de ambos sexos, una de las pioneras en el mundo en esta línea.

## Obras
Fue muy conocida por sus obras destinadas al público infantil, especialmente niñas, y para fomentar la devoción y la educación moral. Entre ellas:
- antes de 1863: Oraciones  en verso, para la entrada y salida de la escuela y para los sábados por la tarde, a la Virgen (Barcelona: J. Bastinos e hijos).
- 1863: Los albores de la vida: una obra dedicada a las niñas (Barcelona: Librería de Juan Bastinos e Hijos): ganó el Primero Premio de la Sociedad Barcelonesa de Amigos de la Instrucción de 1863; el éxito hizo que se reeditara en 1874, 1877, 1879 y 1897.
  - Año evangélico para los niños, o Los evangelios explicados y comentados al alcance de la infancia. (Barcelona: Juan Bastinos @'e hijos): también reeditado cuatro golpes en vida de la hermosa autora.
- 1864: Preceptos morales para la infancia, basados en hechos históricos (Barcelona: Imprenta de J. Jepús).
- 1865: Lecciones de economía doméstica para madres de familia (Barcelona: Imprenta de J. Jepús): una de sus obras de más éxito, dirigida a las amas de casa. Muy reeditada, fue también conocida como Guía de la mujer.
- 1867: La Fe de la infancia: devocionario para niños (Barcelona: Librería Antonio J. Bastinos).
- 1869: La moral en la historia: colección de cuadros históricos cono su aplicación moral al alcance de los niños (Barcelona: Bastinos).
- 1872: Nuevo Fleuri: compendio de Historia Sagrada: narrativa educativa para uso de la escuela de Primera Enseñanza (Barcelona: Juan y Antonio Bastinos).
- 1875: Los deberes maternales: cartas morales de una maestra a una madre de familia sobre la educación de la mujer (Barcelona: Librería de Juan y Antonio Bastinos). La segunda edición tiene un prólogo de Fernán Caballero.
  - El trovador de la niñez: colección de composiciones  verso para ejercitarse los niños en la lectura de poesía (Barcelona: Juan y Antonio Bastinos): se convirtió en libro de lectura obligatoria en muchas escuelas españolas.
- 1877: El sendero de la virtud: leyendas morales dedicadas a los niños (Barcelona: J. Jepús). 
  - Epistolario manual para señoritas: modelos de cartas propias para la niña, la joven y la mujer (Barcelona: Librería de Juan y Antonio Bastinos).
- 1880: Importancia de la educación física de las niñas (Granada): premio al Segundo Certamen Pedagógico de "El Profesorado" de Granada.
- 1881: Flora o la educación de una niña (Barcelona: Imprenta y Litografía de Faustino Paluzie): su obra más popular, se siguió reeditando hasta el 1954.
- 1883: Discursos, diálogos y poesías propios para ser recitados miedo niños y niñas en diferentes actos escolares (Barcelona: Borrás y Maestros): escrito en colaboración con Julián López y Antonio Anguiz.
  - El primero libro de las niñas: método de lectura corriente (Barcelona).
- 1884: Breve tratado de urbanidad para las niñas (Barcelona: Imprenta de Paluzie).
- 1885: Las obras de Misericordia explicadas a los niños miedo medio de historietas morales (Barcelona: Juan y Antonio Bastinos).
  - Prontuario del ama de casa: tratado elemental de labores para las niñas y las jóvenes (Barcelona: Juan y Antonio Bastinos). * 1886: El Credo o Símbolo de los Apóstoles (Barcelona: Juan y Antonio Bastinos).
- 1888: Resumen de urbanidad para los niños (Barcelona: Faustino Paluzie).
  - Programa de ortología, o sea Teoría de la lectura para las alumnas del segundo curso... (Barcelona: Librería de Juan y Antonio Bastinos).
- 1889: La educación del sentimiento (Barcelona: Antonio J. Bastinos).
- 1890: Flores del alma: colección de poesías (Barcelona: J. Jepús Roviralta). 
  - Los Sacramentos cono imágenes (Barcelona: Librería de Antonio J. Bastinos).
- 1891: Escenas de familia: continuación de Flora: libro de lecturas en prosa y verso para niños y niñas (Barcelona: Faustino Paluzie).
- 1893: Ramillete místico: piadosos ejercicios del mes de mayo dedicados a la santísima Virgen María (Barcelona: Antonio J. Bastinos).
  - A través del mar: cuadros históricos cono su aplicación moral en forma epistolar (Barcelona: Antonio J. Bastinos).
- 1896: La educación de la mujer: tratado de pedagogía para las maestras de Primera Enseñanza y aspirantes a Magisterio...  (Barcelona: Imprenta de J. Jepús): escrita en colaboración con Jaume Viñas y Cosa.
- 1897: Noches de estío: cuentos para niñas y niños (Barcelona: J. Jepús).